# En Skærsommernatsdrøm (film fra 1909)
En Skærsommernatsdrøm (originaltitel: A Midsummer Night's Dream) er en amerikansk stumfilm fra 1909 instrueret af J. Stuart Blackton og Charles Kent med Walter Ackerman og Charles Chapman i hovedrolerne. Det er den første filmatisering af Shakespeares skuespil af samme navn.

## Medvirkende
- Walter Ackerman som Demetrius
- Dolores Costello
- Helene Costello
- Maurice Costello som Lysander
- Rose Tapley som Hermia